# Fioltjärnen (Jörns socken, Västerbotten, 724986-171129)
Fioltjärnen är en sjö i Skellefteå kommun i Västerbotten och ingår i Byskeälvens huvudavrinningsområde. Fioltjärnen ligger i Byskeälven Natura 2000-område.